# سایپریندون جیلیمیس
سایپریندون جیلیمیس (نام علمی: Cyprinodon julimes) نام یک گونه از تیره کپوردندان‌ماهیان است.